# Człopy
Człopy is een plaats in het Poolse district  Poddębicki, woiwodschap Łódź. De plaats maakt deel uit van de gemeente Uniejów en telt 250 inwoners.